# Utopia for Realists
Utopia for Realists - Hungarian Pictures è un album dei Mandoki Soulmates, pubblicato nel 2021.

## Tracce
1. Sessions in the Village – 6:50
2. Utopia for Realists – 2:09
3. Transylvanian Dances – 26:38
4. You'll Find Me in Your Mirror – 2:35
5. Return to Budapest – 15:27
6. Barbaro – 4:32
7. The Torch – 5:51

## Formazione
- Leslie Mandoki - voce, batteria, percussioni e udu
- Bobby Kimball - voce
- Chris Thompson - voce
- Ian Anderson - voce e flauto
- Jack Bruce - basso e voce
- Nick Van Eede - voce e chitarra
- David Clayton-Thomas - voce
- Al Di Meola - chitarra
- Mike Stern - chitarra
- Randy Brecker - tromba e flicorno soprano
- Bill Evans - sassofono tenore e soprano
- John Helliwell - clarinetto, sassofono tenore, soprano e alto
- Till Brönner - tromba
- Cory Henry - Hammond, Rhodes e moog
- Tony Carey - voce, Hammond e pianoforte
- Jesse Siebenberg - voce, tastiere e chitarra
- Richard Bona - basso e voce
- Steve Bailey - basso fretless a sei corde
- Julia Mandoki - voce